# Sparganothoides vinolenta
Sparganothoides vinolenta es una especie de lepidóptero del género Sparganothoides, tribu Sparganothini, familia Tortricidae. Fue descrita científicamente por Walsingham en 1913.
La longitud de las alas anteriores es de 10 a 12,8 milímetros para los machos y de unos 12,7 milímetros para las hembras. Se distribuye por México.